# Arctic Race of Norway 2016
4. edycja wyścigu Arctic Race of Norway odbyła się w dniach 11 – 14 sierpnia. Trasa tego czteroetapowego wyścigu kolarskiego liczyła 727 km ze startem w Fauske i z metą w Bodø. Wyścig posiadał kategorię 2.HC.

## Etapy
| Etap | Data        | Start – Meta             | km  | Typ         | Zwycięzca etapu    | Lider              |
| ---- | ----------- | ------------------------ | --- | ----------- | ------------------ | ------------------ |
| 1.   | 11 sierpnia | Fauske – Rognan          | 176 | Pagórkowaty | Alexander Kristoff | Alexander Kristoff |
| 2.   | 12 sierpnia | Mo i Rana – Sandnessjøen | 198 | Pagórkowaty | Danny van Poppel   | Danny van Poppel   |
| 3.   | 13 sierpnia | Nesna – Korgfjellet      | 160 | Pagórkowaty | Gianni Moscon      | Gianni Moscon      |
| 4.   | 14 sierpnia | Arctic Circle – Bodø     | 193 | Pagórkowaty | John Degenkolb     | Gianni Moscon      |

## Uczestnicy
Na starcie wyścigu stanęły 22 ekipy. Wśród nich jedenaście ekip UCI World Tour 2016, siedem z UCI Professional Continental i cztery z UCI Continental.
Lista drużyn uczestniczących w wyścigu:
| Numery  | Kod | Drużyna                |
| ------- | --- | ---------------------- |
| 1-6     | KAT | Team Katusha           |
| 11-16   | AST | Astana Pro Team        |
| 21-26   | BMC | BMC Racing Team        |
| 31-36   | DDD | Dimension Data         |
| 41-46   | IAM | IAM Cycling            |
| 51-56   | FDJ | FDJ                    |
| 61-66   | TJB | Team Joker Byggtorget  |
| 71-75   | SSG | Stölting Service Group |
| 81-86   | TTS | Tinkoff                |
| 91-96   | COH | Team Coop-Øster Hus    |
| 101-106 | FVC | Fortuneo-Vital Concept |

| Numery  | Kod | Drużyna                     |
| ------- | --- | --------------------------- |
| 111-116 | SKY | Team Sky                    |
| 121-126 | GIA | Team Giant-Alpecin          |
| 131-136 | TLJ | Team LottoNL-Jumbo          |
| 141-146 | TFR | Trek-Segafredo              |
| 151-156 | BOA | Bora-Argon 18               |
| 161-166 | DEN | Direct Énergie              |
| 171-176 | WGG | Wanty-Groupe Gobert         |
| 181-186 | TSV | Topsport Vlaanderen-Baloise |
| 191-196 | ONE | ONE Pro Cycling             |
| 201-206 | TSS | Team Sparebanken Sør        |
| 211-216 | KRA | Team Ringeriks-Kraft        |

## Przebieg wyścigu

### Etap 1 – 11.08: Fauske – Rognan, 176 km
| #  | Zawodnik           | Zespół               | Czas       |
| -- | ------------------ | -------------------- | ---------- |
| 1  | Alexander Kristoff | Team Katusha         | 4h 10' 02" |
| 2  | John Degenkolb     | Team Giant-Alpecin   | + 0"       |
| 3  | Danny van Poppel   | Team Sky             | + 0"       |
| 4  | Moreno Hofland     | Team LottoNL-Jumbo   | + 0"       |
| 5  | Danilo Napolitano  | Wanty-Groupe Gobert  | + 0"       |
| 6  | Niccolò Bonifazio  | Trek-Segafredo       | + 0"       |
| 7  | Rusłan Tleubajew   | Astana Pro Team      | + 0"       |
| 8  | Rasmus Tiller      | Team Ringeriks-Kraft | + 0"       |
| 9  | Daniel Oss         | BMC Racing Team      | + 0"       |
| 10 | Gianni Moscon      | Team Sky             | + 0"       |
|    |                    |                      |            |
| 91 | Karol Domagalski   | ONE Pro Cycling      | + 23"      |

| #  | Zawodnik            | Zespół               | Czas       |
| -- | ------------------- | -------------------- | ---------- |
| 1  | Alexander Kristoff  | Team Katusha         | 4h 09' 52" |
| 2  | Gregory Rast        | Trek-Segafredo       | + 3"       |
| 3  | John Degenkolb      | Team Giant-Alpecin   | + 4"       |
| 4  | Andreas Schillinger | Bora-Argon 18        | + 5"       |
| 5  | Danny van Poppel    | Team Sky             | + 6"       |
| 6  | Moreno Hofland      | Team LottoNL-Jumbo   | + 10"      |
| 7  | Danilo Napolitano   | Wanty-Groupe Gobert  | + 10"      |
| 8  | Niccolò Bonifazio   | Trek-Segafredo       | + 10"      |
| 9  | Rusłan Tleubajew    | Astana Pro Team      | + 10"      |
| 10 | Rasmus Tiller       | Team Ringeriks-Kraft | + 10"      |
|    |                     |                      |            |
| 91 | Karol Domagalski    | ONE Pro Cycling      | + 33"      |

### Etap 2 – 12.08: Mo i Rana – Sandnessjøen, 198 km
| #  | Zawodnik           | Zespół              | Czas       |
| -- | ------------------ | ------------------- | ---------- |
| 1  | Danny van Poppel   | Team Sky            | 4h 46' 16" |
| 2  | John Degenkolb     | Team Giant-Alpecin  | + 0"       |
| 3  | Moreno Hofland     | Team LottoNL-Jumbo  | + 0"       |
| 4  | Giacomo Nizzolo    | Trek-Segafredo      | + 0"       |
| 5  | Arnaud Démare      | FDJ                 | + 0"       |
| 6  | Alexander Kristoff | Team Katusha        | + 0"       |
| 7  | Andrea Guardini    | Astana Pro Team     | + 0"       |
| 8  | Oscar Gatto        | Tinkoff             | + 0"       |
| 9  | Daniel Oss         | BMC Racing Team     | + 0"       |
| 10 | August Jensen      | Team Coop-Øster Hus | + 0"       |
|    |                    |                     |            |
| 73 | Karol Domagalski   | ONE Pro Cycling     | + 0"       |

| #  | Zawodnik            | Zespół                | Czas       |
| -- | ------------------- | --------------------- | ---------- |
| 1  | Danny van Poppel    | Team Sky              | 8h 56' 04" |
| 2  | John Degenkolb      | Team Giant-Alpecin    | + 2"       |
| 3  | Alexander Kristoff  | Team Katusha          | + 4"       |
| 4  | Adrian Aas Stien    | Team Joker Byggtorget | + 5"       |
| 5  | Andreas Schillinger | Bora-Argon 18         | + 9"       |
| 6  | Moreno Hofland      | Team LottoNL-Jumbo    | + 10"      |
| 7  | Daniel Oss          | BMC Racing Team       | + 14"      |
| 8  | Oscar Gatto         | Tinkoff               | + 14"      |
| 9  | Danilo Napolitano   | Wanty-Groupe Gobert   | + 14"      |
| 10 | Steele Von Hoff     | ONE Pro Cycling       | + 14"      |
|    |                     |                       |            |
| 72 | Karol Domagalski    | ONE Pro Cycling       | + 37"      |

### Etap 3 – 13.08: Nesna – Korgfjellet, 160 km
| #  | Zawodnik             | Zespół                | Czas       |
| -- | -------------------- | --------------------- | ---------- |
| 1  | Gianni Moscon        | Team Sky              | 4h 00' 09" |
| 2  | Stef Clement         | IAM Cycling           | + 11"      |
| 3  | Oscar Gatto          | Tinkoff               | + 24"      |
| 4  | Martin Elmiger       | IAM Cycling           | + 24"      |
| 5  | Odd Christian Eiking | FDJ                   | + 24"      |
| 6  | Sebastián Henao      | Team Sky              | + 28"      |
| 7  | Sylvain Chavanel     | Direct Énergie        | + 31"      |
| 8  | Bjørn Tore Hoem      | Team Joker Byggtorget | + 31"      |
| 9  | Carl Fredrik Hagen   | Team Sparebanken Sør  | + 31"      |
| 10 | Philippe Gilbert     | BMC Racing Team       | + 31"      |
|    |                      |                       |            |
| 42 | Karol Domagalski     | ONE Pro Cycling       | + 1' 59"   |

| #  | Zawodnik             | Zespół                      | Czas        |
| -- | -------------------- | --------------------------- | ----------- |
| 1  | Gianni Moscon        | Team Sky                    | 12h 56' 17" |
| 2  | Stef Clement         | IAM Cycling                 | + 15"       |
| 3  | Oscar Gatto          | Tinkoff                     | + 30"       |
| 4  | Martin Elmiger       | IAM Cycling                 | + 34"       |
| 5  | Odd Christian Eiking | FDJ                         | + 34"       |
| 6  | Sebastián Henao      | Team Sky                    | + 36"       |
| 7  | Preben Van Hecke     | Topsport Vlaanderen-Baloise | + 41"       |
| 8  | Philippe Gilbert     | BMC Racing Team             | + 41"       |
| 9  | Reto Hollenstein     | IAM Cycling                 | + 41"       |
| 10 | Amaël Moinard        | BMC Racing Team             | + 41"       |
|    |                      |                             |             |
| 38 | Karol Domagalski     | ONE Pro Cycling             | + 2' 32"    |

### Etap 4 – 14.08: Arctic Circle – Bodø, 193 km
| #  | Zawodnik           | Zespół                      | Czas       |
| -- | ------------------ | --------------------------- | ---------- |
| 1  | John Degenkolb     | Team Giant-Alpecin          | 4h 17' 40" |
| 2  | Alexander Kristoff | Team Katusha                | + 0"       |
| 3  | Arnaud Démare      | FDJ                         | + 0"       |
| 4  | Moreno Hofland     | Team LottoNL-Jumbo          | + 0"       |
| 5  | Danny van Poppel   | Team Sky                    | + 0"       |
| 6  | Andrea Guardini    | Astana Pro Team             | + 0"       |
| 7  | August Jensen      | Team Coop-Øster Hus         | + 0"       |
| 8  | Danilo Napolitano  | Wanty-Groupe Gobert         | + 0"       |
| 9  | Nikołaj Trusow     | Tinkoff                     | + 0"       |
| 10 | Bert Van Lerberghe | Topsport Vlaanderen-Baloise | + 0"       |
|    |                    |                             |            |
| 33 | Karol Domagalski   | ONE Pro Cycling             | + 0"       |

| #  | Zawodnik             | Zespół                      | Czas        |
| -- | -------------------- | --------------------------- | ----------- |
| 1  | Gianni Moscon        | Team Sky                    | 17h 13' 57" |
| 2  | Stef Clement         | IAM Cycling                 | + 15"       |
| 3  | Oscar Gatto          | Tinkoff                     | + 30"       |
| 4  | Martin Elmiger       | IAM Cycling                 | + 34"       |
| 5  | Odd Christian Eiking | FDJ                         | + 34"       |
| 6  | Sebastián Henao      | Team Sky                    | + 38"       |
| 7  | Preben Van Hecke     | Topsport Vlaanderen-Baloise | + 41"       |
| 8  | Philippe Gilbert     | BMC Racing Team             | + 41"       |
| 9  | Reto Hollenstein     | IAM Cycling                 | + 41"       |
| 10 | Amaël Moinard        | BMC Racing Team             | + 41"       |
|    |                      |                             |             |
| 33 | Karol Domagalski     | ONE Pro Cycling             | + 2' 30"    |

## Liderzy klasyfikacji po poszczególnych etapach
| Etap                 | Zwycięzca            | Klasyfikacja generalna | Klasyfikacja punktowa | Klasyfikacja górska | Klasyfikacja młodzieżowa | Klasyfikacja drużynowa | Najaktywniejszy kolarz etapu |
| -------------------- | -------------------- | ---------------------- | --------------------- | ------------------- | ------------------------ | ---------------------- | ---------------------------- |
| 1                    | Alexander Kristoff   | Alexander Kristoff     | Alexander Kristoff    | Tom Van Asbroeck    | Danny van Poppel         | Team Sky               | Andreas Schillinger          |
| 2                    | Danny van Poppel     | Danny van Poppel       | Danny van Poppel      | Kevin van Melsen    | Danny van Poppel         | Team Sky               | Audun Brekke Fløtten         |
| 3                    | Gianni Moscon        | Gianni Moscon          | Danny van Poppel      | Tom Van Asbroeck    | Gianni Moscon            | Team Sky               | Leigh Howard                 |
| 4                    | John Degenkolb       | Gianni Moscon          | John Degenkolb        | Tom Van Asbroeck    | Gianni Moscon            | Team Sky               | Anders Skaarseth             |
| Klasyfikacja końcowa | Klasyfikacja końcowa | Gianni Moscon          | John Degenkolb        | Tom Van Asbroeck    | Gianni Moscon            | Team Sky               | -                            |

## Klasyfikacje końcowe

### Klasyfikacja generalna
|    | Zawodnik             | Zespół                      | Czas        |
| -- | -------------------- | --------------------------- | ----------- |
| 1  | Gianni Moscon        | Team Sky                    | 17h 13' 57" |
| 2  | Stef Clement         | IAM Cycling                 | + 15"       |
| 3  | Oscar Gatto          | Tinkoff                     | + 30"       |
| 4  | Martin Elmiger       | IAM Cycling                 | + 34"       |
| 5  | Odd Christian Eiking | FDJ                         | + 34"       |
| 6  | Sebastián Henao      | Team Sky                    | + 38"       |
| 7  | Preben Van Hecke     | Topsport Vlaanderen-Baloise | + 41"       |
| 8  | Philippe Gilbert     | BMC Racing Team             | + 41"       |
| 9  | Reto Hollenstein     | IAM Cycling                 | + 41"       |
| 10 | Amaël Moinard        | BMC Racing Team             | + 41"       |
|    |                      |                             |             |
| 33 | Karol Domagalski     | ONE Pro Cycling             | + 2' 30"    |

|    | Zawodnik           | Zespół                | Punkty |
| -- | ------------------ | --------------------- | ------ |
| 1  | John Degenkolb     | Team Giant-Alpecin    | 39     |
| 2  | Alexander Kristoff | Team Katusha          | 35     |
| 3  | Danny van Poppel   | Team Sky              | 32     |
| 4  | Moreno Hofland     | Team LottoNL-Jumbo    | 23     |
| 5  | Gianni Moscon      | Team Sky              | 16     |
| 6  | Arnaud Démare      | FDJ                   | 15     |
| 7  | Stef Clement       | IAM Cycling           | 12     |
| 8  | Oscar Gatto        | Tinkoff               | 12     |
| 9  | Anders Skaarseth   | Team Joker Byggtorget | 9      |
| 10 | Adrian Aas Stien   | Team Joker Byggtorget | 9      |
|    |                    |                       |        |
| 34 | Karol Domagalski   | ONE Pro Cycling       | 2      |

|    | Zawodnik            | Zespół               | Punkty |
| -- | ------------------- | -------------------- | ------ |
| 1  | Tom Van Asbroeck    | Team LottoNL-Jumbo   | 12     |
| 2  | Carl Fredrik Hagen  | Team Sparebanken Sør | 7      |
| 3  | Andreas Schillinger | Bora-Argon 18        | 6      |
| 4  | Gianni Moscon       | Team Sky             | 5      |
| 5  | Leigh Howard        | IAM Cycling          | 5      |
| 6  | Matthew Brammeier   | Dimension Data       | 5      |
| 7  | Krister Hagen       | Team Coop-Øster Hus  | 4      |
| 8  | Laurens de Vreese   | Astana Pro Team      | 3      |
| 9  | Øivind Lukkedahl    | Team Coop-Øster Hus  | 3      |
| 10 | Vicente Reynes      | IAM Cycling          | 3      |
|    |                     |                      |        |
| 23 | Karol Domagalski    | ONE Pro Cycling      | 1      |

|    | Zawodnik             | Zespół                | Czas        |
| -- | -------------------- | --------------------- | ----------- |
| 1  | Gianni Moscon        | Team Sky              | 17h 13' 57" |
| 2  | Odd Christian Eiking | FDJ                   | + 34"       |
| 3  | Sebastián Henao      | Team Sky              | + 38"       |
| 4  | Bjørn Tore Hoem      | Team Joker Byggtorget | + 41"       |
| 5  | Loïc Vliegen         | BMC Racing Team       | + 48"       |
| 6  | August Jensen        | Team Coop-Øster Hus   | + 1' 34"    |
| 7  | Jonas Abrahamsen     | Team Ringeriks-Kraft  | + 1' 49"    |
| 8  | Anders Skaarseth     | Team Joker Byggtorget | + 1' 57"    |
| 9  | Øivind Lukkedahl     | Team Coop-Øster Hus   | + 2' 15"    |
| 10 | Torstein Traeen      | Team Ringeriks-Kraft  | + 2' 17"    |

|    | Zespół                      | Czas        |
| -- | --------------------------- | ----------- |
| 1  | Team Sky                    | 51h 43' 27" |
| 2  | IAM Cycling                 | + 0"        |
| 3  | BMC Racing Team             | + 34"       |
| 4  | Topsport Vlaanderen-Baloise | + 2' 37"    |
| 5  | Bora-Argon 18               | + 2' 41"    |
| 6  | Team Katusha                | + 3' 28"    |
| 7  | Direct Énergie              | + 4' 02"    |
| 8  | Fortuneo-Vital Concept      | + 4' 38"    |
| 9  | Team Sparebanken Sør        | + 5' 10"    |
| 10 | Astana Pro Team             | + 6' 33"    |